# Пальфи, Альберт
Альберт Пальфи (венг. Albert Pálffy; 20 апреля 1820, Дьюла — 22 декабря 1897, Будапешт) — венгерский писатель
, публицист, журналист, редактор, адвокат, политик. Член Венгерской академии наук (с 1884).

## Биография
Дворянского происхождения. Изучал право. Занимался адвокатурой в Пеште. В 1840-х годах примкнул к революционной организации радикально настроенной молодёжи Пешта — «Обществу десяти», первоначально созданному для борьбы за демократизацию литературы (Петефи, Иокаи, Оберник и др.). 
С марта 1848 по июль 1849 г. был главным редактором революционно-радикальной ежедневной газеты «Marczius tizenötödike», подвергавшейся многократным запретам и закрытиям. 
После подавления Революции 1848—1849 годов в Венгрии 
просидел в тюрьме 2,5 года. 
Начал писательскую деятельность под влиянием французской литературы. В 1843 году в газетах появилось несколько его рассказов. 
После освобождении из тюрьмы издал ряд повестей и романов, имевших успех («Черная книга», «Посмертные повести беглеца», «Мать и графиня», «Из старой Венгрии», 1890). 
Похоронен на кладбище Керепеши в Будапеште.